# Тімашово (Жуковський район)
Тімашово (рос. Тимашово) — присілок в Жуковському районі Калузької області Російської Федерації.
Населення становить 14 осіб. Входить до складу муніципального утворення Село Високиничі.

## Історія
Від 2004 року входить до складу муніципального утворення Село Високиничі

## Населення
| 2002 | 2010 |
| ---- | ---- |
| 27   | ↘14  |